# Jan Stanisław Łabęcki
Jan Stanisław Łabęcki herbu Korab (zm. w 1710 roku) – skarbnik przemyski w latach 1696-1697.
Był elektorem Augusta II Mocnego z ziemi halickiej w 1697 roku.